# Einladungsbrief
Der sogenannte Einladungsbrief ist ein Dokument aus der Zeit der Niederschlagung des Prager Frühlings in der Tschechoslowakei im Jahre 1968. Es handelt sich um einen Brief an den Generalsekretär des ZK der KPdSU, Leonid Breschnew, in dem einige Funktionäre des  stalinistischen Flügels der Kommunistischen Partei der Tschechoslowakei (KSČ) um schnelle Hilfe und Intervention zur "Abwehr einer Konterrevolution" ersuchten. Breschnew bediente sich der Argumente dieses Briefes für die Begründung der nur wenige Tage später erfolgten Invasion der Truppen des Warschauer Paktes am 21. August 1968 in der Tschechoslowakei.
Nach der Rückkehr zur Demokratie 1989 wurde die Frage nach diesem Brief, der bis dahin zwar als Begebenheit häufig erwähnt wurde, aber nie als Dokument auftauchte, heftig diskutiert. Eine Kommission, welche die Ereignisse 1967–1970 untersuchen sollte, versuchte auch an Dokumente heranzukommen, die für die historiographische Aufarbeitung dieser Zeit wichtig waren. Als Ergebnis dieser Bemühungen übergab im Juli 1992, also fast 24 Jahre nach der Intervention, der russische Präsident Jelzin dem tschechoslowakischen Präsidenten Havel ein Dossier mit sieben Dokumenten. Sie befanden sich bis zu diesem Zeitpunkt im Archiv des Politbüros der KPdSU. Die Authentizität bestätigte dann R. G. Pichoja, der Hauptarchivar. In einem verschlossenen Umschlag mit dem handschriftlichen Vermerk des Generalsekretärs Tschernenko „ohne Erlaubnis nicht öffnen“ befand sich auch das Original des Einladungsbriefs.
Es handelt sich um einen Brief von fünf hochgestellten Funktionären der KSČ, nicht datiert und in russischer Sprache geschrieben, der nach Angaben in den Memoiren Vasiľ Biľaks der sowjetischen Seite am 3. August 1968 anlässlich des Treffens von fünf Warschauer-Pakt-Staaten und der ČSSR in Bratislava übergeben wurde. Das Dossier enthielt auch einen weiteren persönlichen Brief von Antonín Kapek, ehemaligem Mitglied des ZK der KSČ mit einem ähnlichen Inhalt, der an die sowjetische Parteiführung am 29./30. Juli 1968 bei den Verhandlungen in Čierna nad Tisou übergeben wurde. (Man spekuliert noch über weitere Briefe bzw. deren Varianten, welche die Unterschriften weiterer KSČ-Funktionäre trugen, doch es gibt dafür bis heute keine Beweise.)

## Die Unterzeichner
Der Einladungsbrief wurde unterzeichnet von (in der Reihenfolge der Originalunterschriften):
- Alois Indra, Mitglied des ZK der KSČ; 1971 wurde er Vorsitzender der Föderalen Versammlung.
- Drahomír Kolder, Mitglied des ZK der KSČ; 1969 wurde er Vorsitzender der Volkskontrollausschusses.
- Oldřich Švestka, Mitglied des Präsidiums des ZK der KSČ; 1975 wurde er zum zweiten Mal Chefredakteur der Parteizeitung Rudé právo.
- Antonín Kapek, Mitglied des ZK der KSČ; einen persönlichen Brief richtete er bereits vorher an Breschnew; war an der "Normalisierung" maßgebend beteiligt, starb 1990 infolge eines Suizids.
- Vasiľ Biľak, Mitglied des Präsidiums des ZK der KSČ; nach der Intervention von 1968 war er Sekretär des ZK mit ausschlaggebendem Einfluss auf dem Gebiet der Außenpolitik und der Ideologie.

Der Spiegel nennt weitere Unterzeichner:
- Karel Hoffman, einst Rundfunkdirektor, Kulturminister und Chef des Fernmeldewesens;
- Milos Marko, Nachfolger Hoffmans als Direktor des tschechischen Rundfunks;
- Miroslav Sulek, Ex-Generaldirektor der Nachrichtenagentur ČTK;
- Pavel Auersperg, Kandidat des Zentralkomitees und Vorsitzender der ideologischen Partei-Kommission;
- Bohuslav Chňoupek, stellvertretender Informationsminister, vorher Korrespondent in Moskau.